# Apple Worldwide Developers Conference
L'Apple Worldwide Developers Conference (abreujat, WWDC) és una conferència que la companyia d'informàtica i electrònica Apple fa anualment a Califòrnia. Com que està dirigida a desenvolupadors, es parla sobretot de tecnologies per a desenvolupadors de programari per a productes d'Apple, a més de mostrar els seus nous productes de maquinari i programari.

## Història
| Esdeveniment | Dates              | Lloc                                                       |
| ------------ | ------------------ | ---------------------------------------------------------- |
| WWDC 1988    |                    | San Jose Convention Center                                 |
| WWDC 1989    | 9–12 de maig       | San Jose Convention Center                                 |
| WWDC 1990    | 7–11 de maig       | San Jose Convention Center                                 |
| WWDC 1991    | 13–17 de maig      | San Jose Convention Center                                 |
| WWDC 1992    | 11–15 de maig      | San Jose Convention Center                                 |
| WWDC 1993    | 10–14 de maig      | San Jose Convention Center                                 |
| WWDC 1994    | 15–20 de maig      | San Jose Convention Center                                 |
| WWDC 1995    | 8–12 de maig       | San Jose Convention Center                                 |
| WWDC 1996    | 13–17 de maig      | San Jose Convention Center                                 |
| WWDC 1997    | 13–16 de maig      | San Jose Convention Center                                 |
| WWDC 1998    | 11–15 de maig      | San Jose Convention Center                                 |
| WWDC 1999    | 10–14 de maig      | San Jose Convention Center                                 |
| WWDC 2000    | 15–19 de maig      | San Jose Convention Center                                 |
| WWDC 2001    | 21–25 de maig      | San Jose Convention Center                                 |
| WWDC 2002    | 6–10 de maig       | San Jose Convention Center                                 |
| WWDC 2003    | 23–27 de juny      | Moscone West San Francisco                                 |
| WWDC 2004    | 28 juny – 2 juliol | Moscone West San Francisco                                 |
| WWDC 2005    | 6–10 de juny       | Moscone West San Francisco                                 |
| WWDC 2006    | 7–11 d'agost       | Moscone West San Francisco                                 |
| WWDC 2007    | 11–15 de juny      | Moscone West San Francisco                                 |
| WWDC 2008    | 9–13 de juny       | Moscone West San Francisco                                 |
| WWDC 2009    | 8–12 de juny       | Moscone West San Francisco                                 |
| WWDC 2010    | 7–11 de juny       | Moscone West San Francisco                                 |
| WWDC 2011    | 6–10 de juny       | Moscone West San Francisco                                 |
| WWDC 2012    | 11–15 de juny      | Moscone West San Francisco                                 |
| WWDC 2013    | 10–14 de juny      | Moscone West San Francisco                                 |
| WWDC 2014    | 2–6 de juny        | Moscone West San Francisco                                 |
| WWDC 2015    | 8–12 de juny       | Moscone West San Francisco                                 |
| WWDC 2016    | 13–17 de juny      | Bill Graham Civic Auditorium i Moscone West, San Francisco |
| WWDC 2017    | 5–9 de juny        | McEnery Convention Center, San Jose                        |
| WWDC 2018    | 4–8 de juny        | San Jose Convention Center                                 |
| WWDC 2019    |                    | San Jose Convention Center                                 |
| WWDC 2020    |                    | Virtual                                                    |
| WWDC 2021    |                    | Virtual                                                    |
| WWDC 2022    |                    | Apple Park                                                 |
| WWDC 2023    |                    | Apple Park                                                 |
| WWDC 2024    | 10–14 de juny      | Apple Park                                                 |